# Giglio d'oro
Il Giglio d'oro è un premio internazionale di ciclismo assegnato dal 1974 al miglior corridore professionista italiano dell'anno. È organizzato con il patrocinio del Gruppo Toscano Giornalisti Sportivi dell'USSI, della regione Toscana, della città metropolitana di Firenze e del comune di Calenzano.

## Categorie
- Giglio d'oro - miglior professionista italiano
- Memorial Gastone Nencini - miglior giovane
- Premio Gino Bartali - premio speciale
- Memorial Tommaso Cavorso - premio speciale
- Premio Franco Ballerini - miglior professionista internazionale e dal 2016 premio per dedicato ai campioni del passato.
- Premio Alfredo Martini "maestri dello sport" - premio speciale
- Giglio Rosa - migliore professionista italiana

Vengono premiati inoltre il vincitore del Campionato italiano, del Giro d'Italia e il migliore junior.

## Albo d'oro
| Anno | Giglio d'oro         | Memorial Gastone Nencini | Premio Gino Bartali   | Memorial Tommaso Cavorso | Premio Franco Ballerini | Premio Alfredo Martini | Giglio Rosa                        |
| ---- | -------------------- | ------------------------ | --------------------- | ------------------------ | ----------------------- | ---------------------- | ---------------------------------- |
| 1974 | Francesco Moser      |                          |                       |                          |                         |                        |                                    |
| 1975 | Francesco Moser      |                          |                       |                          |                         |                        |                                    |
| 1976 | Francesco Moser      | Alfio Vandi              |                       |                          |                         |                        |                                    |
| 1977 | Francesco Moser      | Giuseppe Saronni         |                       |                          |                         |                        |                                    |
| 1978 | Francesco Moser      | Roberto Visentini        |                       |                          |                         |                        |                                    |
| 1979 | Francesco Moser      | Silvano Contini          |                       |                          |                         |                        |                                    |
| 1980 | Giuseppe Saronni     | Moreno Argentin          |                       |                          |                         |                        |                                    |
| 1981 | Giuseppe Saronni     | Emanuele Bombini         |                       |                          |                         |                        |                                    |
| 1982 | Giuseppe Saronni     | Giuseppe Petito          |                       |                          |                         |                        |                                    |
| 1983 | Francesco Moser      | Davide Cassani           |                       |                          |                         |                        |                                    |
| 1984 | Francesco Moser      | Ezio Moroni              |                       |                          |                         |                        |                                    |
| 1985 | Francesco Moser      | Alberto Volpi            |                       |                          |                         |                        |                                    |
| 1986 | Guido Bontempi       | Gianni Bugno             |                       |                          |                         |                        |                                    |
| 1987 | Moreno Argentin      | Maurizio Fondriest       |                       |                          |                         |                        |                                    |
| 1988 | Maurizio Fondriest   | Stefano Tomasini         |                       |                          |                         |                        |                                    |
| 1989 | Maurizio Fondriest   | Mario Cipollini          |                       |                          |                         |                        |                                    |
| 1990 | Gianni Bugno         | Massimiliano Lelli       |                       |                          |                         |                        |                                    |
| 1991 | Gianni Bugno         | Ivan Gotti               |                       |                          |                         |                        |                                    |
| 1992 | Claudio Chiappucci   | Davide Rebellin          |                       |                          |                         |                        |                                    |
| 1993 | Maurizio Fondriest   | Michele Bartoli          |                       |                          |                         |                        |                                    |
| 1994 | Claudio Chiappucci   | Francesco Casagrande     |                       |                          |                         |                        |                                    |
| 1995 | Francesco Casagrande | Leonardo Piepoli         |                       |                          |                         |                        |                                    |
| 1996 | Fabrizio Guidi       | Fabrizio Guidi           |                       |                          |                         |                        |                                    |
| 1997 | Michele Bartoli      | Alessandro Baronti       |                       |                          |                         |                        |                                    |
| 1998 | Michele Bartoli      | Paolo Bettini            |                       |                          |                         |                        |                                    |
| 1999 | Francesco Casagrande | Ivan Basso               |                       |                          |                         |                        |                                    |
| 2000 | Francesco Casagrande | Danilo Di Luca           | Alfredo Martini       |                          |                         |                        |                                    |
| 2001 | Davide Rebellin      | Franco Pellizotti        | Franco Ballerini      |                          |                         |                        |                                    |
| 2002 | Mario Cipollini      | Daniele Bennati          | Paolo Bettini         |                          |                         |                        |                                    |
| 2003 | Paolo Bettini        | Damiano Cunego           | Alessandro Petacchi   |                          |                         |                        |                                    |
| 2004 | Paolo Bettini        | Emanuele Sella           | Franco Ballerini      |                          |                         |                        |                                    |
| 2005 | Danilo Di Luca       | Danilo Napolitano        | Paolo Bettini         |                          |                         |                        |                                    |
| 2006 | Paolo Bettini        | Vincenzo Nibali          | Franco Ballerini      |                          |                         |                        |                                    |
| 2007 | Paolo Bettini        | Dario Cataldo            | Renato Di Rocco       |                          |                         |                        |                                    |
| 2008 | Davide Rebellin      | Francesco Ginanni        | Alessandro Ballan     |                          |                         |                        |                                    |
| 2009 | Giovanni Visconti    | Simone Antonini          | Rinaldo Nocentini     |                          |                         |                        |                                    |
| 2010 | Vincenzo Nibali      | Daniel Oss               | Giorgia Bronzini      |                          | Fabian Cancellara       |                        |                                    |
| 2011 | Giovanni Visconti    | Diego Ulissi             | Nazionale paralimpica |                          | Cadel Evans             |                        |                                    |
| 2012 | Vincenzo Nibali      | Moreno Moser             | Dario Nardella        |                          | Joaquim Rodríguez       |                        |                                    |
| 2013 | Vincenzo Nibali      | Fabio Aru                | Marina Romoli         | Filippo Magli            | Joaquim Rodríguez       |                        |                                    |
| 2014 | Vincenzo Nibali      | Matteo Trentin           | Alfredo Martini       | Leonardo Brunetti        | Michał Kwiatkowski      |                        |                                    |
| 2015 | Vincenzo Nibali      | Niccolò Bonifazio        | Franco Vita           | Marco Cecchi             | Alejandro Valverde      |                        |                                    |
| 2016 | Giacomo Nizzolo      | Gianni Moscon            | Davide Cassani        | Tommaso Dati             | Francesco Moser         |                        |                                    |
| 2017 | Vincenzo Nibali      | Vincenzo Albanese        | Vittoria Guazzini     | Tommaso Panicucci        | Maurizio Fondriest      |                        |                                    |
| 2018 | Elia Viviani         | Davide Ballerini         | Vittoria Guazzini     |                          | Moreno Argentin         |                        |                                    |
| 2019 | Elia Viviani         | Edoardo Affini           | Alberto Bettiol       | Riccardo Lorello         | Franco Bitossi          |                        |                                    |
| 2020 | Filippo Ganna        | Andrea Bagioli           | Marco Villa           | non assegnato            | Giuseppe Saronni        |                        |                                    |
| 2021 | Sonny Colbrelli      | Matteo Sobrero           | Marco Villa           | Gerolamo Manuele Migheli | Giuseppe Saronni        | Ernesto Colnago        |                                    |
| 2022 | Filippo Zana         | Antonio Tiberi           | Martina Fidanza       | Pietro Menici            | Gianni Bugno            | Francesco Guidolin     | Vittoria Guazzini                  |
| 2023 | Filippo Ganna        | Lorenzo Milesi           | Francesca Mannori     | Lorenzo Luci             | Claudio Chiappucci      | Jury Chechi            | Chiara Consonni                    |
| 2024 | Alberto Bettiol      | Francesca Mannori        | Giulio Pellizzari     | Enea Sambinello          | Francesco Casagrande    | Marco Calamai          | Vittoria Guazzini, Chiara Consonni |

## La commissione
La commissione che assegna il premio è attualmente composta da:
- Saverio Carmagnini - chef e sommelier, ideatore del premio
- Aldo della Nina - giornalista
- Antonio Mannori - giornalista
- Franco Morabito - giornalista
- Roberto Poggiali - ex ciclista
- Alessandro Fiesoli - giornalista
- Francesco Pancani - giornalista
- Franco Calamai - giornalista
- Davide Cassani - ex ciclista
- Luca Calamai - giornalista
- Andrea Tafi - ex ciclista
- Fabrizio Fabbri - ex ciclista